# Свети Архангел Михаил (Кракорница)
Вижте пояснителната страница за други значения на Свети Архангел Михаил.
„Свети Архангел Михаил“ (на македонска литературна норма: „Свети Архангел Михаил“) е възрожденска църква в горнореканското село Кракорница, Северна Македония, част от Тетовско-Гостиварската епархия на Македонската православна църква – Охридска архиепископия.
Църквата е гробищен храм, разположен в източния край на селото.
Според мраморната плоча на фасадата на храма той е средновековен. Обновен е в първата половина на XIX век. Второто му цялостно обновяване е финансирано от родения в Кракорница Томислав Лазаровски и става в 1997 - 1998 година. Тогава църквата е осветена от митрополит Кирил Положко-Кумановски.